# Phénix Tour
Albums de Renaud
Renaud
(2016) Les Mômes et les Enfants d'abord !
(2019)
Phénix Tour est un album live de Renaud sorti le 1er décembre 2017. Il retrace sa tournée homonyme, qui fait suite à la sortie du précédent album studio, Renaud.
Également disponible en vinyles, il comprend un double CD et un double DVD, contenant chacun 36 titres, ainsi qu'un making-of, un documentaire intitulé Renaud en plein cœur, un livret de soixante pages et une planche de tatouages.

## Liste des titres
| 1.     | Toujours debout                      | 5.41 |
| 2.     | Docteur Renaud, Mister Renard        | 5.02 |
| 3.     | En cloque                            | 3.49 |
| 4.     | La Pêche à la ligne                  | 3.59 |
| 5.     | Marche à l'ombre                     | 4.04 |
| 6.     | Les Mots                             | 4.31 |
| 7.     | Étudiant poil aux dents              | 4.23 |
| 8.     | J'ai embrassé un flic                | 4.12 |
| 9.     | La Médaille                          | 3.25 |
| 10.    | Les Aventures de Gérard Lambert      | 4.31 |
| 11.    | Héloïse                              | 3.11 |
| 12.    | À la téloche                         | 3.00 |
| 13.    | Hyper Cacher                         | 2.48 |
| 14.    | Dans mon HLM                         | 5.46 |
| 15.    | Ta batterie                          | 3.10 |
| 16.    | Mort les enfants                     | 3.49 |
| 17.    | Manhattan-Kaboul                     | 4.18 |
| 18.    | Manu                                 | 3.48 |
| 19.    | La Ballade nord-irlandaise           | 7.12 |
| 20.    | C'est mon dernier bal                | 3.55 |
| 21.    | Morgane de toi                       | 6.14 |
| 22.    | 500 connards sur la ligne de départ  | 4.04 |
| 23.    | Germaine                             | 3.45 |
| 24.    | Dès que le vent soufflera            | 4.48 |
| 25.    | Mistral gagnant                      | 3.43 |
| 26.    | La vie est moche et c'est trop court | 5.21 |
| 27.    | Marchand de cailloux                 | 3.09 |
| 28.    | Chanson pour Pierrot                 | 1.23 |
| 29.    | Hexagone                             | 1.33 |
| 30.    | Laisse béton                         | 1.18 |
| 31.    | Ma gonzesse                          | 1.53 |
| 32.    | It is not because you are            | 1.47 |
| 33.    | Miss Maggie                          | 1.19 |
| 34.    | La Mère à Titi                       | 1.40 |
| 35.    | Fatigué                              | 2.01 |
| 36.    | L'Envol du phénix                    | 3.04 |
| 131.36 |                                      |      |

## Crédits
- Renaud : chant
- Michaël Ohayon : guitare, basse, piano et banjo
- Marco Papazian : guitare, basse
- Evert Verhees : basse et contrebasse
- Jean-François Berger : piano, synthétiseur, accordéon, trompette
- Geoffrey Richardson : violon, alto, guitare, mandoline, flûtes, banjo
- Philippe Draï : Batterie